# 迪卡尔布县 (亚拉巴马州)
迪卡尔布县（英語：DeKalb County）是位于美国亚拉巴马州东北部的一个县，县治佩恩堡。根据美国人口调查局2000年统计，共有人口64,452，其中白人占92.55%、非裔美国人占1.68%。